# Pentodon quadridens
Pentodon quadridens är en skalbaggsart som beskrevs av Friedrich-August von Gebler 1845. Pentodon quadridens ingår i släktet Pentodon och familjen Dynastidae.

## Underarter
Arten delas in i följande underarter:
- P. q. patruelis
- P. q. bidentulum